# (20621) 1999 TK11
1999 TK11 (asteroide n.º 20621) es un asteroide del cinturón principal, a 2,2334 UA; posee una excentricidad de 0,0829 y un período orbital de 1388,117 días (3,80 años).
Este asteroide fue descubierto el 9 de octubre de 1999 por Jaime Nomen desde el Observatorio de La Ametlla de Mar en Tarragona, España.